# USS Corry (DD-463)
«Коррі» (англ. USS Corry (DD-463) — військовий корабель, ескадрений міноносець типу «Глівз» військово-морських сил США за часів Другої світової війни.
«Коррі» був закладений 28 липня 1941 року на верфі Charleston Naval Shipyard у Норт-Чарлстоні, де 8 вересня 1941 року корабель був спущений на воду. 18 грудня 1941 року він увійшов до складу ВМС США.

## Історія служби
Після введення до строю «Коррі» увійшов до складу 20-го дивізіону есмінців, до якого входили також «Форрест», «Гобсон», «Фітч», які разом з 19-м дивізіоном есмінців компонували 10-ту ескадру есмінців на чолі з «Еллісон», у свою чергу — 4-ту флотилію есмінців з флагманом «Вейнрайт» Атлантичного флоту США.
19 листопада 1943 року оперативна група британського флоту, до якої входили й американські кораблі, забезпечували прикриття конвою JW 54A.
17 березня 1944 року «Коррі» у взаємодії з ескортним міноносцем «Бронштейн» та «Евенджерами» та «Вайлдкетами» з ескортного авіаносця ВМС США «Блок Айленд» потопив у Центральній Атлантиці західніше Кабо-Верде торпедами, глибинними бомбами та артилерійським вогнем німецький підводний човен U-801.
6 червня 1944 року американський есмінець «Коррі» був потоплений артилерійським вогнем німецьких берегових батарей біля плацдарму «Юта» під час висадки десанту в Нормандії.